# Maria Martí Iglesias
Maria Martí Iglesias (Cerviá, 1901 - 28 de julio de 1939) fue una militante española de la CNT. Fue la primera mujer fusilada en Lérida y una de las diecisiete mujeres ejecutadas en Cataluña víctimas de la represión franquista.
Era hija de José y María, soltera y ama de casa. De ideología libertaria, estaba comprometida políticamente con la causa republicana y el nacionalismo catalán.
Tras la Guerra civil, Martí, que pertenecía a una familia que se había significado durante las colectivizaciones, fue denunciada y acusada de participar en los hechos ocurridos en 1934 cuando Lluis Companys declaró la República Catalana y de apoyar el Frente Popular en las elecciones de 1936. La instrucción del sumario recoge informes de Falange que afirman que era una mujer extremista de pésima reputación, y que indicó a unos milicianos el lugar donde se encontraba el cura Agapit Gorgues (beatificado en 2013), que fue posteriormente asesinado.
Aunque no había pruebas concluyentes, Martí fue condenada a muerte. Fue fusilada el 28 de julio de 1939 en la tapia del cementerio de Lérida y enterrada en la fosa común.Tenía 38 años.